# شنی‌جیرجیرک‌واران
شنی‌جیرجیرک‌واران (نام علمی: Tridactyloidea) نام یک بالاخانواده از راسته راست‌بالان است.